# Cepe (Venezuela)
Cepe es una comunidad costeña de la parroquia Cuao, ubicada en el extremo norte del municipio Santiago Mariño, estado Aragua, Venezuela. Cepe está ubicado en las faldas de la cordillera de la Costa, lo que le añade los elementos naturales peculiares de la faja litoral del parque nacional Henri Pittier. El poblado cuenta con poco más de 150 familias.

## Ubicación
Atravesado por el río homónimo, Cepe está ubicada en un hermoso y profundo valle de la cuenca del río, entre las poblaciones de Chuao y Ensenada de Tuja. El pueblo está en el extremo Este de la parroquia Chuao, el cual se encuentra a 2 kilómetros del mar Caribe, a donde también desemboca el río. No existen carreteras que conduzcan a Cepe, las dos únicas vías son por mar desde Puerto Colombia en Choroní por el oeste o atravesando las montañas que rodean el picacho de Turmero hacia Pico El Cenizo o Topo El Guayabo en el parque nacional Henri Pittier por la famosa ruta del cacao que consta de caminos de recuas o viejos senderos de herradura que permanecen transitables a pie.